# Kajana (Tanzania)
Kajana è una circoscrizione rurale (rural ward) della Tanzania situata nel distretto di Buhigwe, regione di Kigoma. Conta una popolazione di 13 383 abitanti (censimento 2012).